# جورج غراهام (سياسي)
جورج غراهام (بالإنجليزية: George Graham)‏ هو سياسي نيوزلندي، ولد في 10 ديسمبر 1812، وتوفي في 14 فبراير 1901. انتخب عضو مجلس النواب نيوزيلندا.